# Someday (I Will Understand)
Someday (I Will Understand) – pierwszy i jedyny singel z wydawnictwa DVD Britney & Kevin: Chaotic amerykańskiej piosenkarki Britney Spears, wydany w 2005 r. przez Jive Records. Piosenka została napisana przez Spears dwa tygodnie przed tym, gdy dowiedziała się, że jest w ciąży. Britney w tej piosence sama gra akompaniament na pianinie. Piosenka została wyprodukowana przez Guya Sigsworth’a, który pracował z artystką przy jej balladzie „Everytime”. Utwór zdobył nagrodę „Best Pop”, przyznaną przez Indonesia Magazine Awards w Indonezji. Z wydaniem tego singla nie wiązała się żadna promocja.

## Teledysk
Premiera teledysku, jak i kulisy jego kręcenia, miały swoją premierę w reality show „Britney & Kevin: Chaotic...”. Reżyserem teledysku jest Michael Haussman. Wokalistka wystąpiła w nim będąc w zaawansowanej ciąży, piosenka oraz teledysk opowiadają o zbliżających się narodzinach dziecka Spears.

## Lista utworów i formaty singla
| - Japoński CD Singel 1. „Someday (I Will Understand)” – 3:37 2. „Chaotic” – 3:33 3. „Mona Lisa” – 3:25 4. „Over to You Now” – 3:42 5. „Someday (I Will Understand)” [Hi-Bias Signature Radio Remix] – 3:46 - Brytyjski Promo Singel 1. „Someday (I Will Understand)” – 3:37 2. „Someday (I Will Understand)” [Instrumental] – 3:37 | - Europejski CD Singel 1. „Someday (I Will Understand)” – 3:37 2. „Someday (I Will Understand)” [Instrumental] – 3:37 3. „Someday (I Will Understand)” [Hi-Bias Signature Radio Remix] – 3:46 4. „Someday (I Will Understand)” [Leama & Moore Remix] – 9:18 - Europejski 2-Nagraniowy CD Singel 1. „Someday (I Will Understand)” – 3:37 2. „Someday (I Will Understand)” [Hi-Bias Signature Radio Remix] – 3:46 |

## Wersje oficjalne i remiksy
- Wersja albumowa – 3:37
- Wersja instrumentalna – 3:37
- Ford Radio Mix – 3:51
- Ford Club Mix – 5:56
- Gota Remix (featuring MCU) [Demo] – 3:50
- Hi-Bias Singanture Radio Remix – 3:46
- K-Klub Remix
- Leama & Moor Remix – 9:18
- Leama & Moor Dub – Unreleased
- Acoustic Orchestra Version – 3:48

## Pozycje singla
| Notowanie                   | Pozycja |
| --------------------------- | ------- |
| Austria Singles Chart       | 32      |
| Belgia Singles Chart        | 17      |
| Europa Hot 100 Singles      | 74      |
| Finlandia Singles Chart     | 15      |
| Niemcy Singles Chart        | 22      |
| Grecja Singles Chart        | 8       |
| Norwegia Singles Chart      | 18      |
| Szwecja Singles Chart       | 10      |
| Szwajcaria Singles Chart    | 8       |
| Tokio Hot 100               | 33      |
| Indonezja (Top Music Chart) | 1       |